# Antonio Ramón López Gómez
Antonio Ramón López Gómez (Lleida, 1974) és un polític català i diputat al Parlament de Catalunya pel partit Vox durant la Tretzena legislatura.
Gómez va néixer en una família catalana a Lleida. Abans d'entrar en política va treballar com a mecànic en un garatge dels seus pares abans de convertir-se en promotor immobiliari. Va ser un dels onze diputats de Vox elegits al Parlament de Catalunya el 2021 i va ser elegit per a la circumscripció de Lleida. Durant la seva campanya electoral, Gómez es va queixar davant les autoritats que el seu cotxe havia estat atacat repetidament amb pedres i va afirmar que els separatistes catalans i activistes d'extrema esquerra eren els culpables.
En línia amb la posició oficial de Vox, Gómez s'oposa a la independència catalana, demana un enfocament de tolerància zero amb la immigració il·legal i vol millors condicions laborals per als empleats del sector públic. Al Parlament de Catalunya també forma part de les comissions d'acció climàtica i urbanisme.